# Vladimir Krikunov
Vladimir Krikunov, ruski hokejist in hokejski trener, * 24. marec 1950, Sovjetska zveza.
Krikunov je v karieri igral za kluba Krila Sovjetov in Dinamo Riga v sovjetski ligi, skupno na 377-ih prvenstvenih tekmah, na katerih je dosegel 45 golov. Za sovjetsko reprezentanco je nastopil na petnajstih tekmah, večinoma prijateljskih, nastopal pa je tudi na Kanadskem pokalu 1976, kjer je z reprezentanco osvojil bronasto medaljo. 
V sezonah 1991/92 in 1992/93 je deloval kot glavni trener kluba HK Jesenice, s katerim je v obeh sezonah osvojil slovensko prvenstvo. Leta 1996 je vodil slovensko reprezentanco, s katero je na Svetovnem prvenstvu skupine C na Jesenicah in Bledu s petimi zmagami in dvema porazoma osvojila tretje mesto. Leta 2002 je kot selektor beloruske reprezentance osvojil četrto mesto na Zimskih olimpijskih igrah. Leta 2006 je vodil rusko reprezentanco na Svetovnem prvenstvu in z njo zasedel peto mesto, leta 2007 ga je zameljal Vjačeslav Bikov.

## Pregled hokejske kariere
Odebeljeno - reprezentančni nastopi, glej tudi Statistika pri hokeju na ledu.
| Moštvo          | Liga           | Sezona |    | Redni del | Redni del | Redni del | Redni del | Redni del | Redni del |   | Končnica | Končnica | Končnica | Končnica | Končnica | Končnica |
| --------------- | -------------- | ------ | -- | --------- | --------- | --------- | --------- | --------- | --------- | - | -------- | -------- | -------- | -------- | -------- | -------- |
| Moštvo          | Liga           | Sezona | OT | G         | P         | T         | +/-       | KM        | OT        | G | P        | T        | +/-      | KM       |          |          |
| Sovjetska zveza | Kanadski pokal | 76     |    | 5         | 0         | 0         | 0         |           | 2         |   |          |          |          |          |          |          |
| Dinamo Riga     | Sovjetska liga | 78/79  |    | 44        | 4         | 5         | 9         |           | 66        |   |          |          |          |          |          |          |
| Dinamo Riga     | Sovjetska liga | 79/80  |    | 44        | 7         | 13        | 20        |           | 61        |   |          |          |          |          |          |          |
| Dinamo Riga     | Sovjetska liga | 80/81  |    |           | 3         | 5         | 8         |           | 24        |   |          |          |          |          |          |          |
| Dinamo Riga     | Sovjetska liga | 81/82  |    | 43        | 5         | 6         | 11        |           | 50        |   |          |          |          |          |          |          |
| Skupaj          |                |        |    | 136       | 19        | 29        | 48        |           | 203       |   |          |          |          |          |          |          |